# Championnats de France de paratriathlon 2022
Navigation
2021 2023
Les championnats de France de paratriathlon 2022 ont lieu à Saint-Jean-de-Monts le dimanche 11 septembre 2022.

## Palmarès
49 compétiteurs sont inscrits pour 2022, 33 hommes et 16 femmes. Classement général de la course qui s'est déroulée sur distance S, ils mettent en œuvre la classification de handicap validée par la Fédération internationale de triathlon.

### Hommes
| Position           | PTWC             | PTS2              | PTS3             | PTS4                 | PTS5               | PTVI              |
| ------------------ | ---------------- | ----------------- | ---------------- | -------------------- | ------------------ | ----------------- |
| Médaille d'or      | Louis Noël       | Geoffrey Wersy    | Cédric Denuzière | Alexis Hanquinquant  | Antoine Besse      | Thibaut Rigaudeau |
| Médaille d'argent  | Alexandre Paviza | François Lacroix  | Michaël Herter   | Pierre-Antoine Baele | Antoine Leymarie   | Maxime Gayet      |
| Médaille de bronze | Étienne Debarre  | Sylvain Fernandez | Jonathan Deleidi | Julien Veysseyre     | Pierre-David Pagan | Paul Lloveras     |

### Femmes
| Position           | PTWC          | PTS2 | PTS3             | PTS4               | PTS5             | PTVI                |
| ------------------ | ------------- | ---- | ---------------- | ------------------ | ---------------- | ------------------- |
| Médaille d'or      | Mona Francis  | NA   | Élise Marc       | Marie Delatour     | Gwladys Lemoussu | Annouck Curzillat   |
| Médaille d'argent  | Élise Laurent | NA   | Coline Grabinski | Luan Mazet Vignaud | Émilie Gral      | Héloïse Courvoisier |
| Médaille de bronze | NA            | NA   | NA               | NA                 | Sandra Chaleteix | Sabrina Pieuchot    |